# プログレスド
「プログレスド」（"Progressed"）はテイク・ザットの1stEPである。6thアルバム『プログレス』に8曲の未発表曲を追加した二枚組EPで、CDジャケットも『プログレス』の色違いになっている。2011年5月11日に『X-MEN:ファースト・ジェネレーション』の公式曲であるリードシングル「ラヴ・ラヴ」が先行発売された。
イギリスではプログレス・ライヴの半ばでの発売となり、ツアー途中での新譜発売は非常に歓迎された。また二枚組の内半分が既発表曲にもかかわらず、デイリー・ミラーやBBCなど各メディアでのレビューは軒並み高得点をつけた。

## 解説

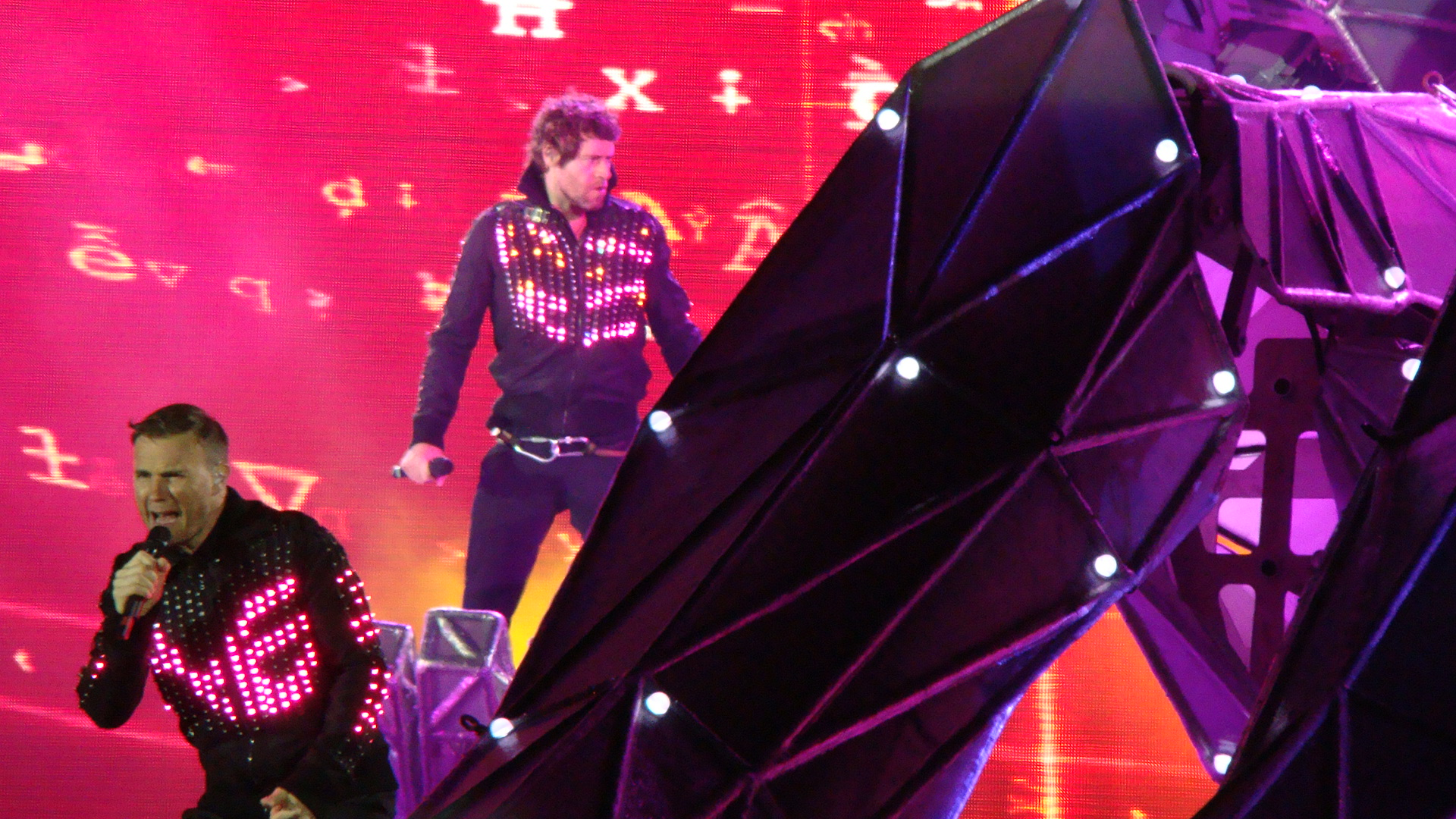
"Progress Live 2011"より

当初ロビー・ウィリアムズのテイク・ザットへの復帰は『プログレス』とプログレス・ライヴのみの限定的なものだと噂されていたが、2011年3月29日に「最初は僕たち全員も5人での活動はアルバム1枚だけ、と考えていた。だが今は新しい曲を書いている」とゲイリー・バーロウが発言し、近いうちにニューアルバムが出ることを示唆した。
6月10日に『プログレスド』が発売。なお日本では2024年現在国内盤未発売である。

## 収録曲目
| 全作詞・作曲: ゲイリー・バーロウ、ハワード・ドナルド、ジェイソン・オレンジ、マーク・オーエン、ロビー・ウィリアムズ。 |                                                                                 | | |                                                              |      |
| # | タイトル                                                                        | 作詞 | 作曲・編曲                                                                                                   | リード・ボーカル                                             | 時間 |
| 1. | 「ザ・フラッド（The Flood）」                                                   | ゲイリー・バーロウ 、 ハワード・ドナルド 、 ジェイソン・オレンジ 、 マーク・オーエン 、 ロビー・ウィリアムズ | ゲイリー・バーロウ 、 ハワード・ドナルド 、 ジェイソン・オレンジ 、 マーク・オーエン 、 ロビー・ウィリアムズ | ロビー・ウィリアムズ、ゲイリー・バーロウ                     | 4:49 |
| 2. | 「SOS」                                                                         | ゲイリー・バーロウ 、 ハワード・ドナルド 、 ジェイソン・オレンジ 、 マーク・オーエン 、 ロビー・ウィリアムズ | ゲイリー・バーロウ 、 ハワード・ドナルド 、 ジェイソン・オレンジ 、 マーク・オーエン 、 ロビー・ウィリアムズ | マーク・オーエン、ロビー・ウィリアムズ                       | 3:44 |
| 3. | 「ウェイト（Wait）」                                                            | ゲイリー・バーロウ 、 ハワード・ドナルド 、 ジェイソン・オレンジ 、 マーク・オーエン 、 ロビー・ウィリアムズ | ゲイリー・バーロウ 、 ハワード・ドナルド 、 ジェイソン・オレンジ 、 マーク・オーエン 、 ロビー・ウィリアムズ | ロビー・ウィリアムズ、ゲイリー・バーロウ、ハワード・ドナルド | 4:15 |
| 4. | 「キッズ（Kidz）」                                                              | ゲイリー・バーロウ 、 ハワード・ドナルド 、 ジェイソン・オレンジ 、 マーク・オーエン 、 ロビー・ウィリアムズ | ゲイリー・バーロウ 、 ハワード・ドナルド 、 ジェイソン・オレンジ 、 マーク・オーエン 、 ロビー・ウィリアムズ | マーク・オーエン、ゲイリー・バーロウ                         | 4:42 |
| 5. | 「プリティ・シングス（Pretty Things）」                                         | ゲイリー・バーロウ 、 ハワード・ドナルド 、 ジェイソン・オレンジ 、 マーク・オーエン 、 ロビー・ウィリアムズ | ゲイリー・バーロウ 、 ハワード・ドナルド 、 ジェイソン・オレンジ 、 マーク・オーエン 、 ロビー・ウィリアムズ | ロビー・ウィリアムズ、ゲイリー・バーロウ                     | 4:03 |
| 6. | 「ハッピー・ナウ（Happy Now）」                                                 | ゲイリー・バーロウ 、 ハワード・ドナルド 、 ジェイソン・オレンジ 、 マーク・オーエン 、 ロビー・ウィリアムズ | ゲイリー・バーロウ 、 ハワード・ドナルド 、 ジェイソン・オレンジ 、 マーク・オーエン 、 ロビー・ウィリアムズ | ゲイリー・バーロウ、ロビー・ウィリアムズ                     | 4:03 |
| 7. | 「アンダーグラウンド・マシーン（Underground Machine）」                         | ゲイリー・バーロウ 、 ハワード・ドナルド 、 ジェイソン・オレンジ 、 マーク・オーエン 、 ロビー・ウィリアムズ | ゲイリー・バーロウ 、 ハワード・ドナルド 、 ジェイソン・オレンジ 、 マーク・オーエン 、 ロビー・ウィリアムズ | ロビー・ウィリアムズ                                         | 4:15 |
| 8. | 「ホワット・ドゥ・ユー・ウォント・フロム・ミー？（What Do You Want from Me?）」 | ゲイリー・バーロウ 、 ハワード・ドナルド 、 ジェイソン・オレンジ 、 マーク・オーエン 、 ロビー・ウィリアムズ | ゲイリー・バーロウ 、 ハワード・ドナルド 、 ジェイソン・オレンジ 、 マーク・オーエン 、 ロビー・ウィリアムズ | マーク・オーエン                                             | 4:37 |
| 9. | 「アファメーション（Affirmation）」                                             | ゲイリー・バーロウ 、 ハワード・ドナルド 、 ジェイソン・オレンジ 、 マーク・オーエン 、 ロビー・ウィリアムズ | ゲイリー・バーロウ 、 ハワード・ドナルド 、 ジェイソン・オレンジ 、 マーク・オーエン 、 ロビー・ウィリアムズ | ハワード・ドナルド                                           | 3:54 |
| 10. | 「エイト・レターズ（Eight Letters）」                                           | ゲイリー・バーロウ 、 ハワード・ドナルド 、 ジェイソン・オレンジ 、 マーク・オーエン 、 ロビー・ウィリアムズ | ゲイリー・バーロウ 、 ハワード・ドナルド 、 ジェイソン・オレンジ 、 マーク・オーエン 、 ロビー・ウィリアムズ | ゲイリー・バーロウ                                           | 4:41 |
| 11. | 「フラワーベッド（Flowerbed）」(隠しトラック)                                   | ゲイリー・バーロウ 、 ハワード・ドナルド 、 ジェイソン・オレンジ 、 マーク・オーエン 、 ロビー・ウィリアムズ | ゲイリー・バーロウ 、 ハワード・ドナルド 、 ジェイソン・オレンジ 、 マーク・オーエン 、 ロビー・ウィリアムズ | ジェイソン・オレンジ                                         | 3:48 |

| #  | タイトル                                                         | 作詞 | 作曲・編曲 | リード・ボーカル                         | 時間 |
| -- | ---------------------------------------------------------------- | ---- | ---------- | ---------------------------------------- | ---- |
| 1. | 「ウェン・ウィー・ワー・ヤング（When We Were Young）」           |      |            | ロビー・ウィリアムズ、ゲイリー・バーロウ | 4:34 |
| 2. | 「マン（Man）」                                                  |      |            | ゲイリー・バーロウ、マーク・オーエン     | 4:39 |
| 3. | 「ラヴ・ラヴ（Love Love）」                                      |      |            | ゲイリー・バーロウ、マーク・オーエン     | 3:43 |
| 4. | 「ザ・デイ・ザ・ワーク・イズ・ダン（The Day the Work Is Done）」 |      |            | マーク・オーエン、ゲイリー・バーロウ     | 4:04 |
| 5. | 「ビューティフル（Beautiful）」                                  |      |            | ゲイリー・バーロウ                       | 4:14 |
| 6. | 「ドント・セイ・グッドバイ（Don't Say Goodbye）」                |      |            | ゲイリー・バーロウ                       | 3:54 |
| 7. | 「エイリアンズ（Aliens）」                                       |      |            | ハワード・ドナルド、マーク・オーエン     | 4:48 |
| 8. | 「ワンダフル・ワールド（Wonderful World）」                      |      |            | マーク・オーエン、ジェイソン・オレンジ   | 4:58 |